# Ronde d'Isard
A Ronde d'Isard é uma corrida de ciclismo por etapas limitada a corredores sub-23 que se disputa na região administrativa de Sul-Pirenéus (França), no final do mês de maio.
Começou-se a disputar em 1977 como amador e teve categoria 2.7.1 (máxima categoria amador para corredores sub-23) em 2004. Desde a criação dos Circuitos Continentais UCI em 2005 forma do UCI Europe Tour, dentro da categoria 2.2 (última categoria do profissionalismo) e desde 2007 na 2.2U criada nesse mesmo ano (igualmente última categoria do profissionalismo mas limitada a corredores sub-23). Até 2005 chamou-se oficialmente Ronde de l'Isard d'Ariège.
Tem um traçado meramente montanhoso cruzando vários dos portos tradicionais do Tour de France a seu passo pelos Pirenéus e devido a sua limitação de idade costuma ser um teste importante face ao Tour de l'Avenir que se disputa quatro meses depois.

## Palmarés
Em amarelo: edição amador.
| Ano  | Ganhador                 | Segundo                | Terceiro              |
| ---- | ------------------------ | ---------------------- | --------------------- |
| 1977 | Lassoureille             | Saia-lhes              | Murray Hall           |
| 1978 | Salless                  | Dominique Arnaud       | Barioulet             |
| 1979 | Christian Bonnand        | Paponneau              | Bernard Huot          |
| 1980 | Jean-Marc Szkolnijk      | Christian Bonnand      | Delord                |
| 1981 | Bernard Pineau           | Mercadier              | Christian Bonnand     |
| 1982 | Herman Winkel            | Thibaut Maugé          | Rinus Ansems          |
| 1983 | Daniel Wyder             | Hervé Doueil           | Bernard Pineau        |
| 1984 | Joël Versolato           | Régis Roqueta          | André Massard         |
| 1985 | Não se disputou          | Não se disputou        | Não se disputou       |
| 1986 | Julio César Cadena       | Nelson Rodríguez       | Luis Alberto González |
| 1987 | Dominique Arnould        | Gilles Guégan          | Gustavo Pardo         |
| 1988 | Mario Martínez           | Luis Felipe Moreno     | Gilles Delion         |
| 1989 | Luis Felipe Moreno       | Hernan Buenahora       | Yvon Ledanois         |
| 1990 | Jiri Tomam               | Vladimir Kinst         | Dominique Molard      |
| 1991 | Mario Hernig             | Christian Meyer        | Arturas Kasputis      |
| 1992 | Laurent Roux             | Pascal Galtier         | Gilles Maignan        |
| 1993 | Uwe Peschel              | Arturas Kasputis       | Dirk Baldinger        |
| 1994 | Xavier Jan               | Olivier Ouvrard        | Philippe Bordenave    |
| 1995 | Igor Pavlov              | Hugues Ané             | Xavier Jan            |
| 1996 | Vincent Cali             | Igor Pavlov            | David Moncoutié       |
| 1997 | Denis Leproux            | Christopher Jenner     | Philippe Fernandes    |
| 1998 | Denis Menchov            | Aitor Silloniz         | Gaël Moreau           |
| 1999 | Jamie Burrow             | Nicolas Fritsch        | Christian Werner      |
| 2000 | Graziano Gasparre        | Patrik Sinkewitz       | Thomas Bodo           |
| 2001 | Christophe Le Mevel      | Yohann Charpenteau     | Michael Creiam        |
| 2002 | Markus Fothen            | Thomas Kaufmann        | Michael Creiam        |
| 2003 | Patrick McCarthy         | Markus Fothen          | Saul Raisin           |
| 2004 | Philip Deignan           | Saul Raisin            | Rémy Dei Gregorio     |
| 2005 | Eduardo Gonzalo          | Kevin Seeldraeyers     | Blaise Sonnery        |
| 2006 | Ignatas Konovalovas      | Ben Hermans            | Blaise Sonnery        |
| 2007 | John Devim               | Francis De Greef       | Mathieu Delarozière   |
| 2008 | Guillaume Bonnafond      | Blel Kadri             | Gatis Smukulis        |
| 2009 | Alexandre Geniez         | Jonathan Castroviejo   | Yoann Barbas          |
| 2010 | Yannick Eijssen          | Nicolas Capdepuy       | Andrew Talansky       |
| 2011 | Kenny Elissonde          | George Bennett         | Joe Dombrowski        |
| 2012 | Pierre-Henri Lecuisinier | Sergei Chernetski      | Niels Vandyck         |
| 2013 | Juan Ernesto Chamorro    | Maxime Le Lavandier    | Dylan Teuns           |
| 2014 | Louis Vervaeke           | Maxime Le Lavandier    | Tiesj Benoot          |
| 2015 | Simone Petilli           | Laurens De Plus        | Jérémy Maison         |
| 2016 | Bjorg Lambrecht          | Mathias Le Turnier     | Léo Vincent           |
| 2017 | Pavel Sivakov            | Bjorg Lambrecht        | Steff Cras            |
| 2018 | Stephen Williams         | Aurélien Paret-Peintre | Julian Mertens        |
| 2019 | Andrea Bagioli           | Andreas Leknessund     | Clément Champoussin   |

## Palmarés por países
| País           | Vitórias |
| -------------- | -------- |
| França         | 16       |
| Colômbia       | 4        |
| Alemanha       | 3        |
| Bélgica        | 3        |
| Itália         | 3        |
| Estados Unidos | 2        |
| Rússia         | 2        |
| Reino Unido    | 2        |
| Chéquia        | 1        |
| Suíça          | 1        |
| Irlanda        | 1        |
| Espanha        | 1        |
| Lituânia       | 1        |
| Países Baixos  | 1        |
| Rússia         | 1        |